# Sisters (Scandal-dal)
A Sisters a Scandal japán pop-rock együttes huszonötödik kislemeze, amely 2015. szeptember 9-én jelent meg az Epic Records Japan gondozásában.

## Háttér
A kislemezt 2015. július 23-án, egy nappal az azt megelőző kiadványuk, a Stamp! megjelenése után jelentették be a Line Music Live Cast című internetes műsorában. A „lányrock himnusz” stílusú címadó dal szövegét Szuzuki, míg zenéjét Szaszazaki írta. A szabadságról szóló dalszöveget elsősorban az 1966-ban bemutatott Százszorszépek című csehszlovák filmdráma és több egyéb régi film inspirálta. A szám visszatekintés az együttes gyökereire, hiszen az merít az EDM, a gospel és az ír zene stíluselemeiből. A Life Is a Journey című B oldalas számot Ogava szerezte. A dalnak kezdetben nem volt „hookja”, Ogava a B-szakaszt (refrén) szánta annak, így a szám címe is Szore de va gokigen jó volt. Az együttes első világkörüli turnéja, a Scandal World Tour 2015: Hello World alatt kibővítette a dalt egy hookkal, ami mivel az utazásról szól, ezért végül a Life Is a Journey címet kapta. A lemez producere Tamai Kendzsi, míg hangmérnöke Tom Lord-Alge volt.
A kiadvány csomagolását a Nylon Japan divatmagazin készítette el, a fizikai változathoz egy ráadás fotófüzet is járt.

## Videóklip
A kislemez címadó dalának videóklipjét 2015. augusztus 6-án forgatták egy Tokió külvárosában található stúdióban. A klipet előző videójukhoz hasonlóan Tanabe Hidenobu rendezte, Jositaka Muranami operatőri munkájával. A videóban az együttes tagjain kívül 200 női rajongó is szerepel, akiket a 2015. július 23-a és július 30-a között jelentkezett 8000 fő közül választottak ki. A klipben az együttes a 200 női rajongó előtt adja elő a dalt, a fellépésen az együttes története során először volt megengedett a fényképek készítése. A videóban 10 rajongót külön kiemeltek, ahogy az Instagramon megosztják a képeiket. A videóklip rövidített változatát 2015. augusztus 28-án tették elérhetővé az együttes YouTube-csatornáján, míg a teljes hosszúságú verziója szeptember 1-je és szeptember 8-a között a zenekar hivatalos rajongói klubján, a Club Scandal weboldalán keresztül volt megtekinthető.

## Élő előadások
A kiadvány címadó dalának első élő előadása 2015. augusztus 21-én, a zenekar kilencedik évfordulóját megünneplő koncerten volt. Első televíziós előadása 2015. augusztus 17-én volt a TV Tokyo Premium MelodiX! című műsorában, melyet augusztus 31-én az NHK Music Japan című műsora követett.
A kislemez bemutatója a sibujai Tower Records lemezbolt épületében volt 2015. szeptember 9-én. A „Scandal Sisters Release Party! Sisters & Brothers Special Live!” elnevezésű rendezvény keretében egymás után két koncertet is adtak, melyeken 300–300 fő vehetett részt, az egyiken kizárólag nők, míg a másikon kizárólag férfiak.

## Számlista
| CD (ESCL-4506 / ESCL-4508) | CD (ESCL-4506 / ESCL-4508) | CD (ESCL-4506 / ESCL-4508) | CD (ESCL-4506 / ESCL-4508) | CD (ESCL-4506 / ESCL-4508) | CD (ESCL-4506 / ESCL-4508) | CD (ESCL-4506 / ESCL-4508) | CD (ESCL-4506 / ESCL-4508) | CD (ESCL-4506 / ESCL-4508) | CD (ESCL-4506 / ESCL-4508) |
|                            | Cím                        | Dalszöveg                  | Zene                       | Hangszerelő                | Hossz                      |                            |                            |                            |                            |
| -------------------------- | -------------------------- | -------------------------- | -------------------------- | -------------------------- | -------------------------- | -------------------------- | -------------------------- | -------------------------- | -------------------------- |
| 1.                         | Sisters                    | Rina                       | Mami                       | Tamai Kendzsi, Momota Rui  | 4:06                       |                            |                            |                            |                            |
| 2.                         | Life Is a Journey          | Tomomi                     | Tomomi                     | Scandal                    | 4:35                       |                            |                            |                            |                            |
| 3.                         | Sisters (Instrumental)     | —                          | Mami                       | Tamai Kendzsi, Momota Rui  | 4:06                       |                            |                            |                            |                            |
| 12:47                      |                            |                            |                            |                            |                            |                            |                            |                            |                            |

| 1. | Kimaradt jelenetek a Hello World című dokumentumfilmből |  |